# Garrett Neff
Garrett Neff (* 12. April 1984 in Wilmington (Delaware)) ist ein US-amerikanisches Model.

## Karriere
Im Jahr 2005 wurde er am Miami International Airport von einem Agenten entdeckt.
Er modelte unter anderem für Abercrombie & Fitch, Benetton und Calvin Klein.
Das Forbes Magazine listete ihn 2009 auf Platz fünf der zehn erfolgreichsten Männermodels.